# (9879) Mammouth
(9879) Mammouth, désignation internationale (9879) Mammuthus, est un astéroïde de la ceinture principale.

## Description
(9879) Mammouth est un astéroïde de la ceinture principale. Il fut découvert par Eric Walter Elst le 12 août 1994 à l'observatoire de La Silla. Il présente une orbite caractérisée par un demi-grand axe de 2,758 UA, une excentricité de 0,132 et une inclinaison de 9,08° par rapport à l'écliptique.
Il fut nommé en hommage au mammouth, ou mammouth laineux, animal disparu.

## Compléments